# Пеніоцереус
Peniocereus (укр. Пеніоцереус) — рід кактусів, що включає близько двох десятків видів, знайдених на південному-заході Сполучених Штатів і Мексики.
Мають великі підземні бульби, тонкі й непомітні стебла.

## Історія

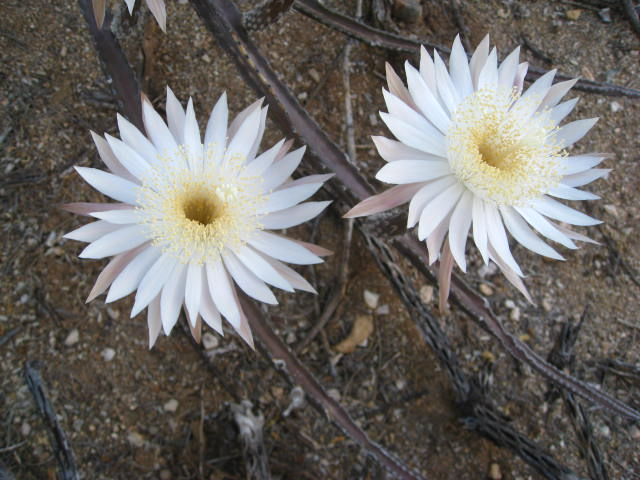
Peniocereus greggii — «аризонська королева ночі»

Спочатку рід, описаний Натаніелем Бріттоном і Джозефом Роузом у 1909 році, включав єдиний вид — Peniocereus greggii, який завдяки великим квітам називають ще «аризонською королевою ночі». Повідомлення про його цвітіння поширюють засоби масової інформації. Ця подія незмінно привертає увагу публіки.
Згодом до роду Пеніоцереус включили також види, що раніше належали до родів Cullmannia, Neoevansia, Nyctocereus, Wilcoxia.
Назва роду походить від грец. penion — нитка, що вказує на ниткоподібні філаменти квітів.

## Види
Peniocereus castellae Sánchez-Mej. 
Peniocereus castellanosii (Scheinvar) Scheinvar 
Peniocereus cuixmalensis Sánchez-Mej. 
Peniocereus fosterianus Cutak
Peniocereus greggiiтиповий (Engelm.) Britton & Rose 
Peniocereus guatemalensis (Britton & Rose) D.R.Hunt 
Peniocereus haackianus Backeb. 
Peniocereus hirschtianus (K.Schum.) D.R.Hunt 
Peniocereus johnstonii Britton & Rose 
Peniocereus lazaro-cardenasii (Contreras et al.) D.R.Hunt 
Peniocereus macdougallii Cutak 
Peniocereus maculatus (Weing.) Cutak 
Peniocereus marianus (Gentry) Sánchez-Mej. 
Peniocereus marnierianus Backeb. 
Peniocereus oaxacensis (Britton & Rose) D.R.Hunt 
Peniocereus occidentalis Bravo 
Peniocereus papillosus (Britton & Rose) U.Guzmán 
Peniocereus rosei J.G.Ortega 
Peniocereus striatus (Brandegee) Buxb. 
Peniocereus tepalcatepecanus Sánchez-Mej. 
Peniocereus viperinus (F.A.C.Weber) Buxb. 
Peniocereus zopilotensis (Meyran) Buxb. 